# Mausoleum van Hannah Courtoy

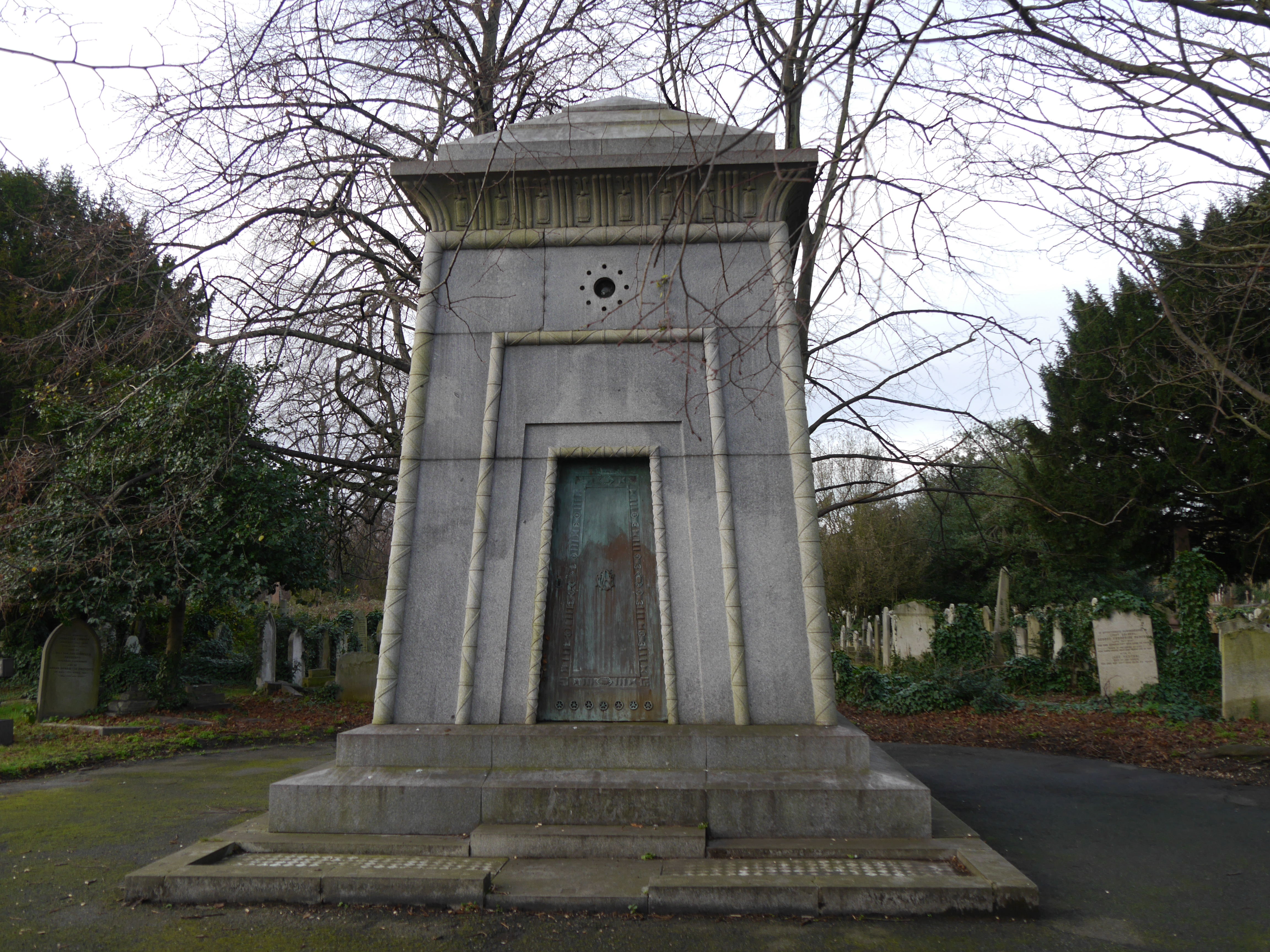
Mausoleum (vooraanzicht)

Het mausoleum van Hannah Courtoy is een in Egyptische stijl uitgevoerd mausoleum op het Londense kerkhof Brompton Cemetery, die volgens Reuters en andere media een werkende tijdmachine zou bevatten.

## Levensloop van Courtoy
Hannah Courtoy werd in 1784 geboren als Hannah Peters. Courtoy kreeg drie buitenechtelijke dochters: Mary Ann (1801), Elizabeth (1804-1876) en Susannah (1807-1895).
In 1815 erfde Courtoy een aanzienlijk bedrag van zakenman John Courtoy (in 1709 geboren als Nicholas Jacquinet in Frankrijk), nadat een langslepende rechtszaak omtrent zijn testament was afgerond.
Courtoy overleed op 26 januari 1849 op Wilton Crescent 14, Belgrave Square, een van de rijkste plekken in Londen. Haar testament wordt bewaard in de Britse nationale archieven.

## Mausoleum

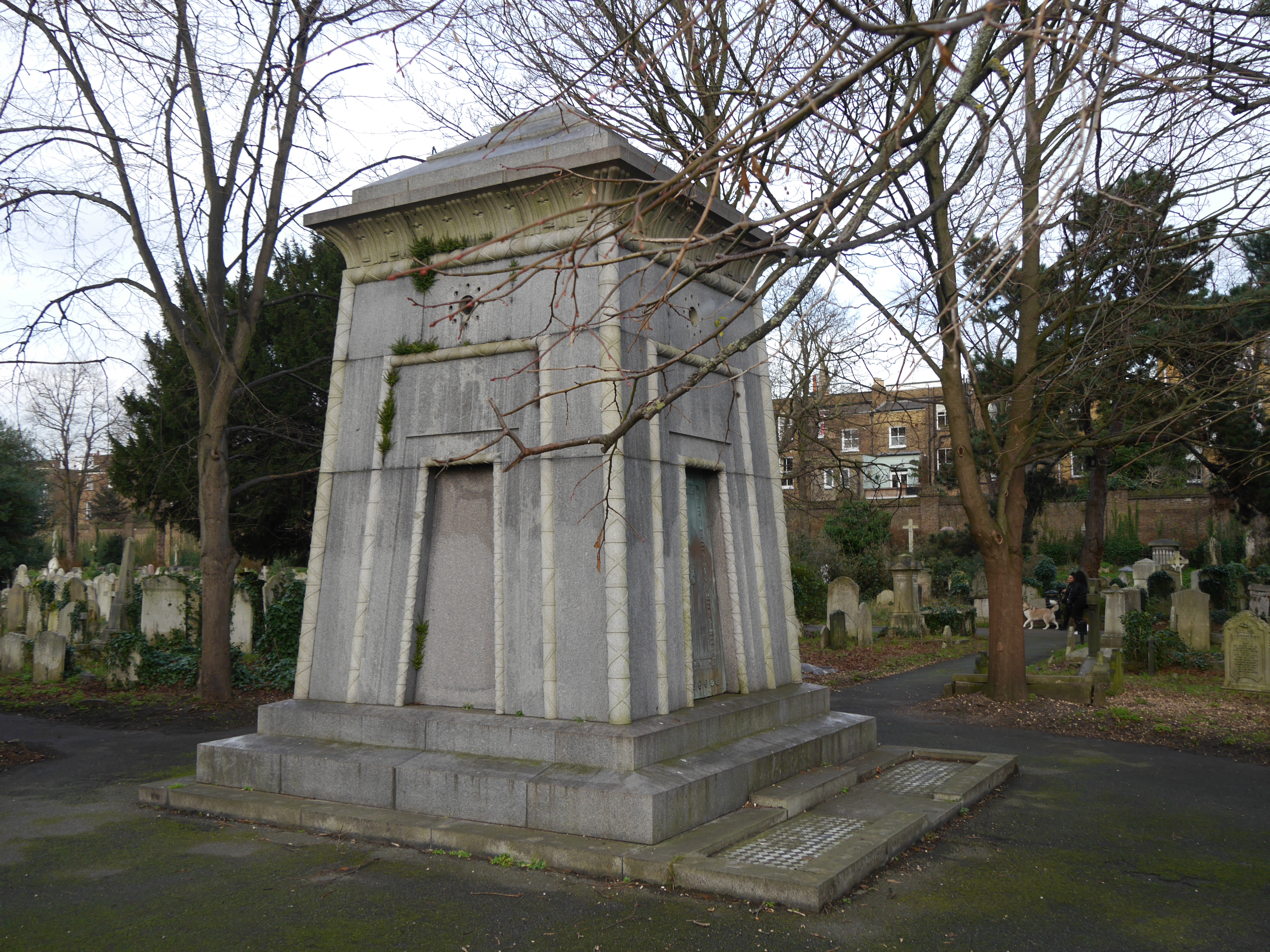
Mausoleum (zijaanzicht)

In 1854 werd een mausoleum in Egyptische stijl opgetrokken. Zowel Hannah Courtoy als haar ongehuwde dochters Elizabeth en Mary Ann zijn er opgebaard. Al sinds de plaatsing van het mausoleum gaan er geruchten dat er een werkende tijdmachine in zou staan. De geruchten werden bij een groter publiek bekend nadat muzikant Stephen Coates van de band The Real Tuesday Weld er breeduit over vertelde. Ook Reuters geloofde de geruchten, evenals diverse andere media. Het mausoleum is sinds de laatste baring niet meer geopend en de sleutel ervan is zoekgeraakt. Door de jaren heen - na alle media-aandacht - heeft het mausoleum wegens alle geruchten een cultstatus bereikt en is het een toeristische trekpleister geworden.